# Koče (gmina Kočevje)
Koče – wieś w Słowenii, w gminie Kočevje. W 2018 roku liczyła 2 mieszkańców.